# محمد باهری
محمد معتضد باهری (۱۲۹۷ – ۱۳۸۶) وکیل، وزیر دربار، وزیر دادگستری، رئیس سازمان بازرسی کل کشور، دبیر کل حزب رستاخیز و سیاستمدار ایرانی در دورهٔ محمدرضا پهلوی بود.

## زندگی‌نامه
محمد باهری در سال ۱۲۹۷ خورشیدی در شیراز زاده شد. پدرش وکیل دادگستری بود. او در سال ۱۳۱۶ وارد دانشکده حقوق دانشگاه تهران شد. پس از پایان تحصیلات به شیراز بازگشت و به کار وکالت پرداخت.
در این دوران با گروهی از روشنفکران شیراز از جمله رسول پرویزی، فریدون توللی و ابراهیم گلستان یک حلقه روشنفکری ایجاد نمود و با توجه به جاذبه مارکسیسم در سال‌های پس از سقوط رضاشاه به عضویت حزب توده ایران درآمد. او در سال ۱۳۲۵ از حزب توده خارج شد و برای ادامه تحصیل رهسپار پاریس شد. باهری برای هفت سال در پاریس بود و دکترای حقوق خود را از دانشگاه سوربن دریافت نمود. در سال ۱۳۳۲ به تهران بازگشت و ضمن اشتغال به تدریس در دانشگاه تهران، به عنوان مشاور حقوقی به استخدام چند سازمان دولتی درآمد.
وی که همچنان در حلقه‌های روشنفکری شرکت می‌کرد در جلسه‌ای در دفتر مجله سخن با اسدالله علم آشنا شد. رسول پرویزی که از از نزدیکان عَلَم و دوستان باهری بود زمینه‌ساز نزدیکی بیشتر این دو شد. این روابط دوستانه تا زمان مرگ عَلَم ادامه یافت. نخستین خدمت باهری به عَلَم تشکیل حزب مردم بود. او با توجه به پیشینه فعالیت در حزب توده عملاً تشکیلات حزب مردم را اداره می‌کرد و عَلَم سمت رهبری حزب را عهده‌دار بود. ۲۲ سال بعد که شاه تصمیم به انحلال حزب مردم و ایجاد حزب فراگیر رستاخیز را گرفت باز هم باهری از مهره‌های اصلی در ایجاد این حزب بود و به مدت چهار ماه و نیم نیز دبیرکل حزب شد.
باهری در این سال‌ها به تدریس در دانشکده حقوق ادامه می‌داد و کتابی با نام حقوق جزای عمومی نوشت که بارها تجدید چاپ شده‌است. در سال ۱۳۴۱ با انتخاب عَلَم به نخست‌وزیری باهری ابتدا به معاونت نخست‌وزیر و پس از چند ماه به وزارت دادگستری برگزیده شد. از جمله وقایع مهمی که در دوره وزارت وی اتفاق افتاد پیگرد قضایی علی امینی نخست‌وزیر سابق و قیام ۱۵ خرداد ۱۳۴۲ بود.
باهری در گفتگو با حبیب لاجوردی در تاریخ شفاهی هاروارد مدعی است که او مبتکر و مجری خانه انصاف بود که برای پر کردن خلاء وزارت دادگستری در روستاها به وجود آمد. روش کار خانه انصاف به این صورت بود که در هر روستا افراد معتمد محلی به وسیله رای‌گیری آزاد توسط اهالی برای حل اختلافات بین روستائیان انتخاب می شدند. ژاندارمری نیز ملزم به اطاعت از این افراد معتمد محلی برای پیشبرد حل اختلاف بود. به این صورت مشکلات حقوقی بین روستائیان توسط خودشان حل می شد.
وی همچنین در همان مصاحبه گفته بود که مبتکر طرحی بود که بر پایه آن به جای خرید دسته‌گل توسط افراد و سازما‌ های دولتی برای مراسم های مختلف یادبود مثلا گرامیداشت سالروز مرگ رضاشاه یا سالروز گرامیداشت کشته‌های مدافع پهلوی در کودتای ۲۸ مرداد پول دسته‌گل از طرف اهدا کننده به یک حساب مشخص شده واریز شود و فقط رسید پول واریزی به همراه یک شاخه گل در مراسم اهدا شود. محمد باهری که در این روش تایید محمدرضا پهلوی را گرفته بود توانست بر مخالفان این حرکت از جمله تشریفات دربار فائق شود و از درآمد بدست آمده یک مسجد و یک درمانگاه عمومی در مسگرآباد، یک مدرسه در فرح‌آباد و یک کتابخانه برای دانش آموزان عشایر شیراز بسازد.
پس از استعفای عَلَم از نخست‌وزیری و انتصابش به وزارت دربار، باهری عهده‌دار معاونت فرهنگی وزارت دربار شد و تا سال ۱۳۵۵ در این سمت باقی ماند. باهری با انتخاب مستقیم شاه در کابینه دوم جعفر شریف‌امامی به وزارت دادگستری برگزیده شد. اما پیش از سقوط دولت شریف‌امامی استعفا داد. پس از انقلاب ۱۳۵۷ مدت کوتاهی به طور پنهانی در شیراز زندگی کرد تا اینکه موفق شد از طریق مرز پاکستان از ایران خارج شده و به فرانسه برود.
وی در سال ۱۳۸۶ در واشینگتن دی.سی. درگذشت.

## آخرین دیدار شاه قبل از ترک ایران
بر پایه گفته‌های هوشنگ نهاوندی در مصاحبه با تاریخ شفاهی ایران-هاروارد که به کوشش حبیب لاجوردی تهیه شده، محمد باهری آخرین شخصی بود که محمدرضا پهلوی با او در ایران ملاقات داشت. در این جلسه باهری پافشاری فراوانی به ماندن شاه در ایران کرد. ولی پس از این جلسه شاه با هلیکوپتری که فرح دیبا در آن منتظر وی بود به فرودگاه مهرآباد رفت.
محمد باهری در مصاحبه با پروژه تاریخ شفاهی درباره این دیدار گفته بود:
می‌دانستم شاه دارد می‌رود، خیلی ناراحت، خیلی مضطرب و واقعاً به گریه افتادم. او هم خیلی متأثر شد. گفتم اعلی‏حضرت رفتن شما چه کمکی است به بختیار؟ مگر شما بروید بختیار می‌تواند حکومت بکند مملکت را آرام بکند، کمکی نیست به بختیار. به من گفت که «چه می‌گویی؟ دقیقه‌شماری می‌کنند که من بروم.» به شاه گفتم که چرا شما به مردم نگفتید؟ گفت: «پنج سال است دارند به من فشار می‌آورند که بروم. به کدام مردم بگویم؟ به همین مردمی که می‌روند پشت‌بام می‌گویند خمینی را در ماه دیدیم؟ به این مردم بگویم؟ به این مردمی بگویم که می‌روند کاست مرا می‌سازند می‌گویند من به امرای لشکر دستور دادم مردم را بکشید؟ به این مردم بگویم؟» هی قدم زد. گفتم خب اعلی‏حضرت فکر می‌کنید چه می‌شود؟ گفت:«هیچ، بعد از هفت هشت ماه این‌ها به همدیگر می‌افتند و شروع می‌کنند همدیگر را کشتن.»
اینها عین کلمات شاه بودند. 